# Angerville-l’Orcher
Angerville-l’Orcher – miejscowość i gmina we Francji, w regionie Normandia, w departamencie Sekwana Nadmorska.
Według danych z 1990 roku gminę zamieszkiwało 1161 osób, a gęstość zaludnienia wynosiła 117 osób/km² (wśród 1421 gmin Górnej Normandii Angerville-l’Orcher plasuje się na 188. miejscu pod względem liczby ludności, natomiast pod względem powierzchni na miejscu 356.).